# ویکتورن (استان اشوی‌داشکسیه)
ویکتورن (به لهستانی: Wiktoryn) یک منطقهٔ مسکونی در لهستان است که در گمینا تشمیلوو واقع شده‌است. ویکتورن ۹۰ نفر جمعیت دارد.